# Kasteel De Vijvers

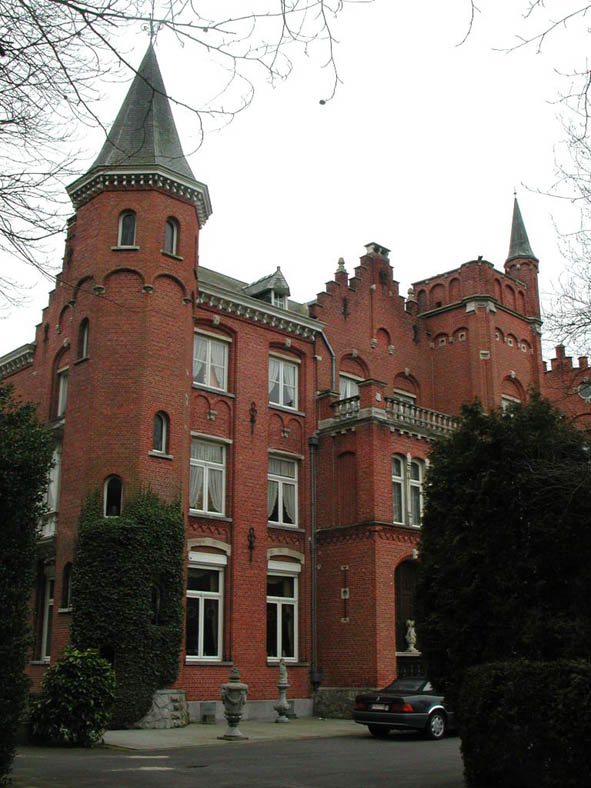
Kasteel De Vijvers in Sint-Kruis

Kasteel De Vijvers is een kasteel in Sint-Kruis, deelgemeente van de stad Brugge, gelegen aan de Maalse Steenweg 488.

## Geschiedenis
In de 16e eeuw stond hier waarschijnlijk al een kasteel. In de 17e eeuw was er sprake van een maison de plaisance (speelhuis), bewoond door Thomas vander Plancke. In 1775-1780 richtte deze een Onze-Lieve-Vrouwekapel op het terrein op. In 1831 werd het gekocht door baron Eugène de Peellaert en deze liet het verbouwen. Zijn zoon Eugène jr. liet in 1871 een neogotische familiekapel bouwen, waar de reeds bestaande kapel in werd opgenomen. Deze kapel vond zich in de lusttuin, welke in 1873 nog werd vergroot. Eugène trouwde met Mathilde de Malingreau d'Hembise, welke het tegenoverliggende domein Puienbroek bezat. In 1884-1887 werd het kasteel uitgebreid in eclectische stijl, mogelijk naar ontwerp van Pierre Buyck.
In 1946 werd het kasteeldomein verkocht aan een projectontwikkelaar. Omstreeks 1950 werd er een hotel-restaurant (Hotel Lodewijk van Male) in gevestigd. In 1967 viel de kapel ten offer aan wegverbreding.
In het park bevindt zich een vijver. Deze is het restant van een grotere vijver, die al bekend is van 1269, toen gravin Margaretha II toestemming gaf aan de stad Damme om deze te gebruiken voor de watervoorziening. Het transport geschiedde door loden pijpen, waar de Pijpeweg nog van getuigt. Later slibde de vijver gedeeltelijk dicht en vormde zich een eilandje.
Ten zuiden van het kasteel ligt de Zuidmeers, een moerasgebied van waaruit de Maleleie ontspringt welke noordwaarts in de richting van Damme loopt en in het Zuidervaartje uitmondt.